# Орден Нілу
Орден Намисто Нілу — найвища державна нагорода Єгипту.

## Історія
Орден було започатковано 1915 року султаном Хусейном Камілем як вища державна нагорода за військові та цивільні заслуги перед Єгиптом. 1952 року, після революції, що повалила монархію, орден було збережено в новій системі нагород.

## Опис
Орден вручається за військові й цивільні заслуги перед Єгиптом громадянам Єгипту й іноземцям. Президент Єгипту за посадою стає кавалером Великого ланцюга ордена Нілу.
Знак ордена є правильним п'ятикутником, що формується різновеликими пучками. В центрі великий медальйон синьої емалі з каймою такої ж емалі, декорованої візерунком у вигляді квітів лотоса. В медальйоні стилізоване зображення народження річки Ніл. Знак ордена за допомогою декоративної ланки кріпиться до орденської черезплічної стрічки.
Зірка ордена ступенів Великої стрічки та Гранд-офіцера аналогічна до знаку ордена, за винятком того, що між верхніх променів емалевої зірки розміщена єгипетська королівська корона.
Стрічка ордена синя, з жовтими смугами по краях.
Ланцюг ордена складається з прямокутних ланок, вкритих кольоровою емаллю з мотивами давньоєгипетських міфів, пов'язаних з Нілом, з'єднаних між собою золотими ланцюжками з ланкою у вигляді квітки, прикрашеної однією бірюзою та п'ятьма рубінами.

## Ступені
Орден має шість ступенів:
- Великий ланцюг ордена
- Знак ордена на великій стрічці
- Гранд-офіцер
- Командор
- Офіцер
- Кавалер

## Відомі нагороджені
Найвищим ступенем ордена нагороджені
- Єлизавета II — королева Великої Британії
- Маргрете II — королева Данії
- Акіхіто — імператор Японії
- Хайле Селассіє I — імператор Ефіопії
- Ідрис I — король Лівії
- Антонін Новотни — президент Чехословаччини
- Йосип Броз Тіто — президент Югославії
- Сухарто — президент Індонезії
- Нельсон Мандела — президент ПАР
- Микита Хрущов — генеральний секретар ЦК КПРС
- Вальтер Ульбріхт — перший секретар НДР
- Нурсултан Назарбаєв — президент Казахстану
- Салман ібн Абдул-Азіз Аль Сауд — король Саудівської Аравії
- Абдель Фаттах Ас-Сісі — президент Єгипту
- Іса ібн Салман аль-Халіфа — емір Бахрейну
- Мухаммед Хусейн Тантаві — міністр оборони та військової промисловості Єгипту
- Гагарін Юрій Олексійович — радянський космонавт
- Ніколаєв Андріян Григорович — радянський космонавт
- Севастьянов Віталій Іванович — радянський космонавт
- Терешкова Валентина Володимирівна — радянський космонавт